# 北京广播电视台生活频道
北京广播电视台生活频道（BRTV-生活）是北京广播电视台一个都市平民为目标观众的频道，节目主要从衣食住行到心理、情感、知识生活等多方位服务百姓生活。北京广播电视台生活频道是面向北京观众的电视频道。

## 主要节目
- 健康生活
- 我爱我车
- 京城美食地图（又名美食地图，原生活调查（由原生活大调查、超级出租车合并而成）整合至该节目）
- 食全食美
- 生活广角
- 生活这一刻（原名生活201X，由原7日7频道（含周日版第7日）、生活面对面（旧版）合并而成）
- 选择
- 生活特供
- 第一房产
- 全民健康学院（前身为生活面对面（新版））
- 生活+（分为生活+家装攻略和生活+全能改造两大节目，原生活无间报整合至该节目）
- 快乐生活一点通（全国各大电视台播出）
- 四海漫游
- 上菜
- 北京味道